# 秋山断
秋山 断（あきやま たけし、嘉永2年11月3日（1849年12月17日） - 昭和4年（1929年）11月13日）は幕末、明治の儒学者。幼名は於菟夜叉、後に次郎助。名は勝機。字は子勿。号は罷斎、蠔山、芦窓、希叟。本姓は源氏。桑名藩儒秋山白賁堂次男。

## 生涯
嘉永2年（1849年）11月、伊勢国桑名城内柳原に桑名藩儒秋山白賁堂の次男として生まれた。遺伝のため生まれつき近眼で、外で他の子供と遊ぶことができず、専ら家で父や兄直太郎に学問を教え込まれた。安政3年（1856年）、8歳で藩校立教館に入学して南合果堂に学び、同時に大塚晩香家塾に入った。10歳には『春秋左氏伝』『史記』を白文で通読したという。
文久3年（1863年）から新陰流剣術を学び、慶応2年（1866年）河合半兵衛より七訣を得た。慶応2年（1866年）立教館で句読師を勤め、慶応3年（1867年）京都警備のため上京し、京都所司代で句読師を勤めた。
明治4年（1871年）文学館補教に任命されたが、病気のため辞退し、明治4年（1871年）松平定信伝記編輯掛、明治6年（1873年）御系図編輯掛を嘱託された。明治7年（1874年）父兄が相次いで死去し、家督を継いだ。以後は地元の子弟教育に尽力し、明治35年（1902年）県知事より金一封を賜った。また、明治24年（1891年）3月東京を訪れている。晩年は子もなく、視力を失い、生活に不自由したが、旧門弟等の結成した桑名尚徳会により新居等の援助を受けた。

## 著書
- 「秋山氏筆記 つたの一葉」
- 「藩学伝」
- 「師友名録」
- 「白賁堂先生遺事 附寒緑先生遺事」
- 「養痾日程」
- 「楽翁公御遺事一班 みどりの竹」
- 「経余箚記」[5]
- 「罷斎手記」[5]
- 「読語類」？[5]

また、『温知余筆』に「勢海一滴」等を連載している。